# Friedrich Junge

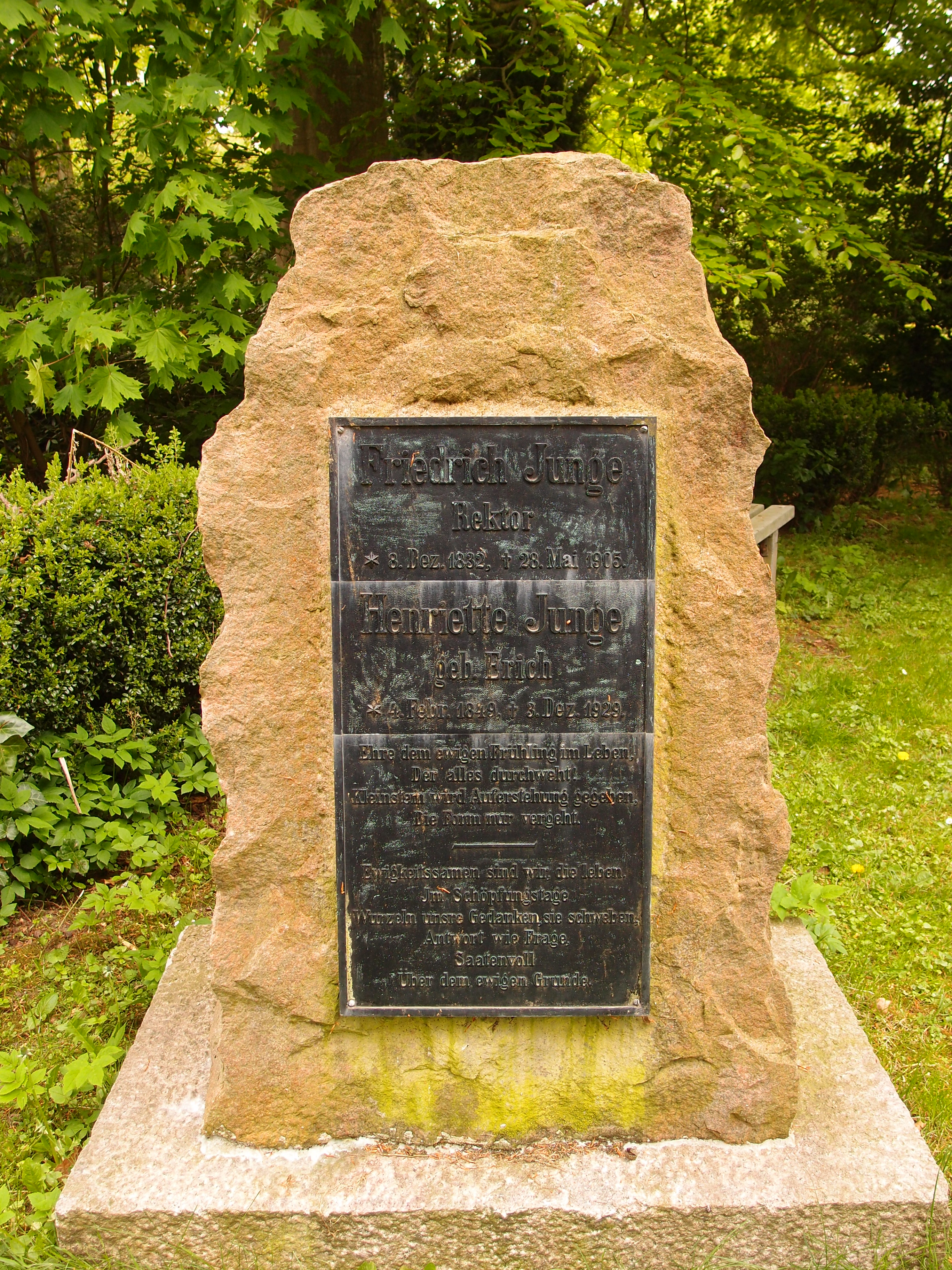
Graf von Friedrich Junge in Kiel

Friedrich Junge (Pölitz, 8 december 1832 - Kiel, 28 mei 1905) was een Duitse leraar en natuuronderzoeker.
Junge kreeg een opleiding als docent en was op verschillende plaatsen leraar, onder meer in Lütjenburg. In deze plaats onderzocht hij een vijver waarover hij uitvoerig verslag zou doen. Junge was sterk beïnvloed door het werk van een van de eerste Duitse ecologen, Karl August Möbius, en paste diens begrip levensgemeenschap toe in zijn beschrijvingen. Het belang van Junge ligt vooral in zijn bijdragen aan de hervorming van het onderwijs in de natuurwetenschappen, vaak aangeduid als Reformpädagogiek.
Kern van deze opvattingen was het belang van het verrichten van waarnemingen en het leggen van verbanden. Zijn hoofdwerk Der Dorfteich als Lebensgemeinschaft nebst einer Abhandlung über Ziel und Verfahren des naturgeschichtlichen Unterrichts verscheen in 1885 en is meermalen herdrukt. In dit boek beschrijft Junge hoe met eenvoudige voorbeelden uit een milieu bij een dorp, een vijver, het begrip van biologische samenhangen duidelijk gemaakt kan worden. Het boek wordt ook nu nog gezien als klassieker van  natuurwetenschappelijke pedagogie en als een van de eerste boeken waarin ecologische onderzoek beschreven wordt. 

## Invloed op Thijsse en Heimans
Nederlandse onderwijzers als Eli Heimans en Jac.P. Thijsse hebben zich door het werk van Junge laten inspireren, en hebben soortgelijke werken gepubliceerd over uiteenlopende milieus. Bekend voorbeeld is het boekje De levende natuur, een handleiding bij het onderwijs in de kennis van planten en dieren op de lagere school in het bijzonder voor de grote steden van Heimans uit 1893, dat was gebaseerd op het Sarphatipark in Amsterdam. Een ander voorbeeld zijn de  boekjes in de serie Van vlinders, bloemen en vogels. In het deeltje Langs dijken en wegen staat bijvoorbeeld te lezen: "Wie naar buiten wandelt, om rond te zien naar planten en dieren, zal opmerken, dat geen plant, geen dier geheel op zich zelf leeft. Alles is van iets anders afhankelijk. Planten en dieren vormen even goed als menschen gemeenschappen, die het leven en voortbestaan mogelijk maken en vergemakkelijken. Zulke 'levensgemeenschappen' vindt men in slooten en plassen, op heiden en weiden.